# シュテファニー・フォン・ホーエンツォレルン＝ジグマリンゲン
シュテファニー・フォン・ホーエンツォレルン＝ジグマリンゲン（Stephanie von Hohenzollern-Sigmaringen, 1837年7月15日 - 1859年7月17日）は、ホーエンツォレルン＝ジグマリンゲン侯カール・アントンの長女で、ポルトガル王ペドロ5世の王妃。
全名はドイツ語でシュテファニー・ヨーゼファ・フリーデリケ・ヴィルヘルミーネ・アントーニア（Stephanie Josepha Friederike Wilhelimine Antonia）、ポルトガル語でエステファニア・ジョゼファ・フレデリカ・ギリェルミナ・アントニア（Estefânia Josefa Frederica Guilhermina Antónia）。

## 生涯
1837年7月15日、カール・アントンとその妃であったバーデン大公カールの娘ヨゼフィーネ・フォン・バーデンの間に第二子としてクラウヒェンヴィース（現バーデン＝ヴュルテンベルク州ジグマリンゲン郡）で生まれた。
兄にレオポルト・フォン・ホーエンツォレルン＝ジグマリンゲン、弟にルーマニア国王カロル1世がいる。
1858年5月18日、同い年のペドロ5世とリスボンで結婚した。しかし、シュテファニーはジフテリアを患い、1年後にリスボンで急逝した。子供はなかった。ペドロ5世もその後再婚しないまま、1861年にコレラに罹患し死去。王位は王弟ルイス1世が継承した。